# Умба (приток Пижмы)
Умба — река в России, протекает по Республике Коми. Устье реки находится в 230 км по правому берегу реки Пижма. Длина реки составляет 76 км.

## Притоки
- 6 км: Бедвож (лв)
- 9 км: Средняя (лв)
- Токой (пр)

## Данные водного реестра
По данным государственного водного реестра России относится к Двинско-Печорскому бассейновому округу, водохозяйственный участок реки — Печора от водомерного поста Усть-Цильма и до устья, речной подбассейн реки — бассейны притоков Печоры ниже впадения Усы. Речной бассейн реки — Печора.
Код объекта в государственном водном реестре — 03050300212103000078649.